# Plácido (filme)
Plácido é um filme de drama espanhol de 1960 dirigido e escrito por Luis García Berlanga. Foi indicado ao Oscar de melhor filme estrangeiro na edição de 1961, representando a Espanha.

## Elenco
- Cassen - Plácido Alonso
- José Luis López Vázquez - Gabino Quintanilla
- Elvira Quintillá - Emilia
- Manuel Alexandre - Julián Alonso
- Mario Bustos
- María Francés
- Mari Carmen Yepes - Martita
- Jesús Puche - Don Arturo
- Roberto Llamas
- Amelia de la Torre - Doña Encarna de Galán
- Juan G. Medina
- José María Caffarel - Zapater
- Xan das Bolas - Rivas
- Laura Granados - Erika
- Juan Manuel Simón